# 圣马丁-德拉比尔亨德蒙卡约
圣马丁-德拉比尔亨德蒙卡约是西班牙阿拉贡自治区萨拉戈萨省的一个市镇。 总面积5平方公里，总人口296人（2001年），人口密度59人/平方公里。